# Туристический велосипед

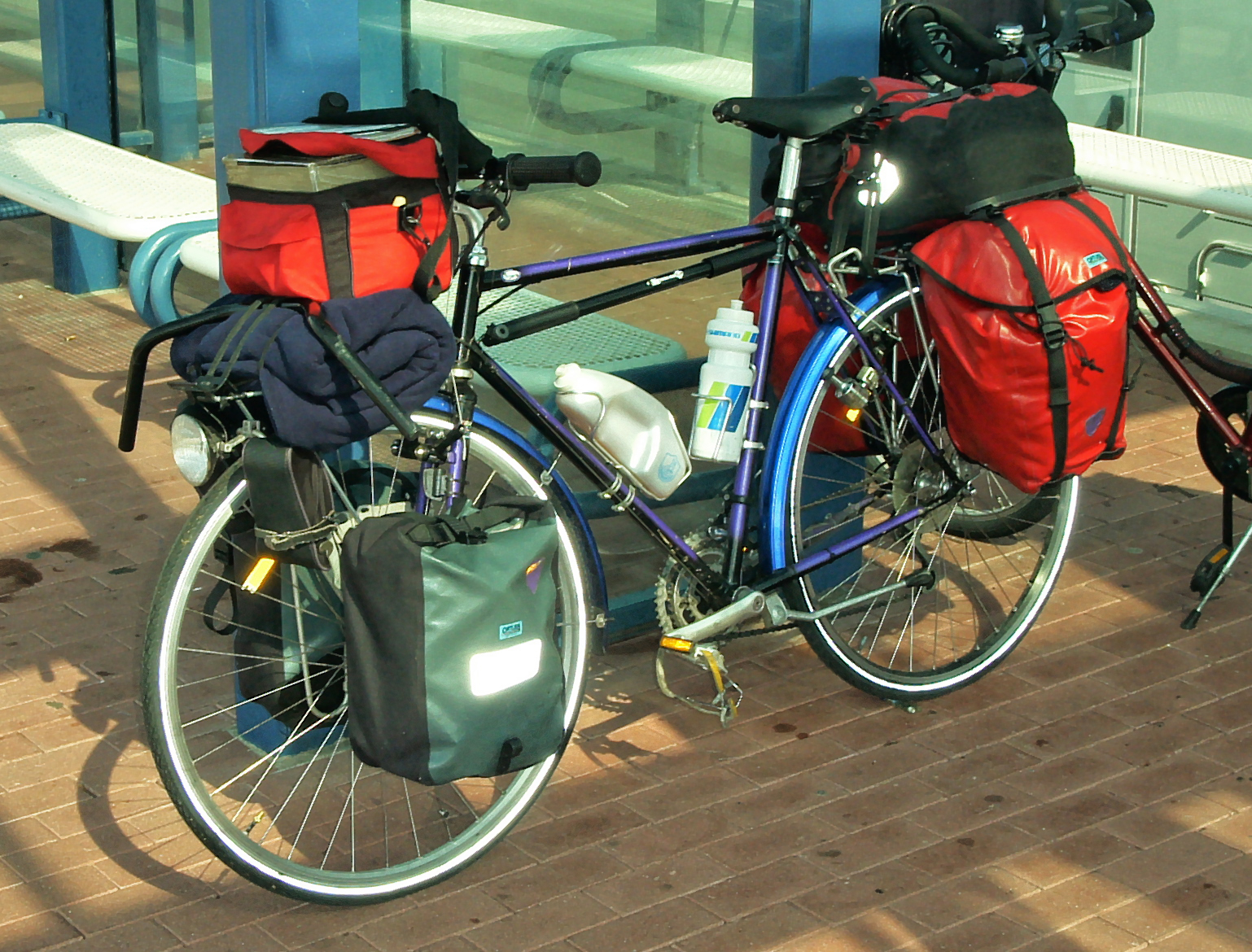
Пример туристического велосипеда

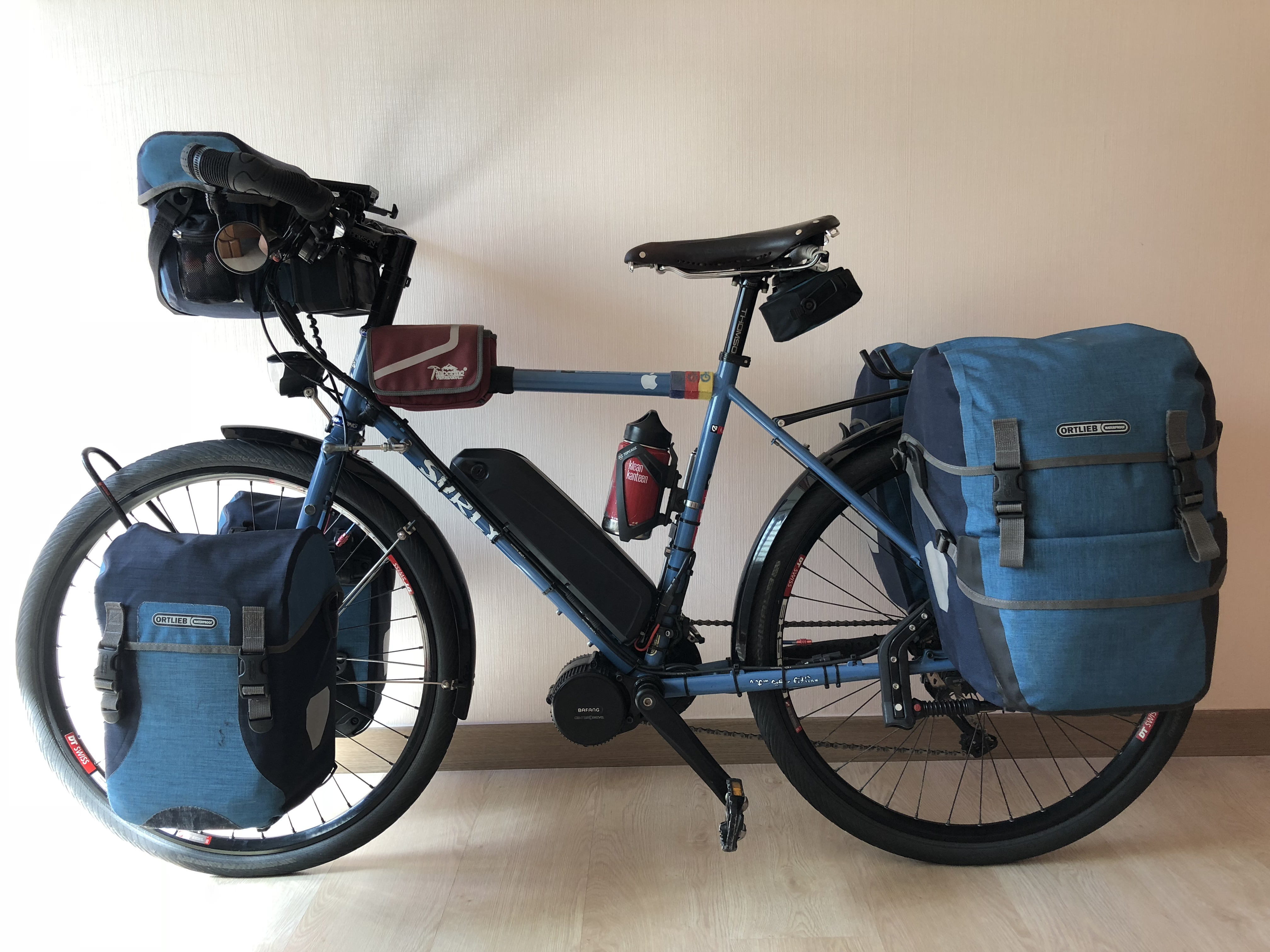
туристический велосипед

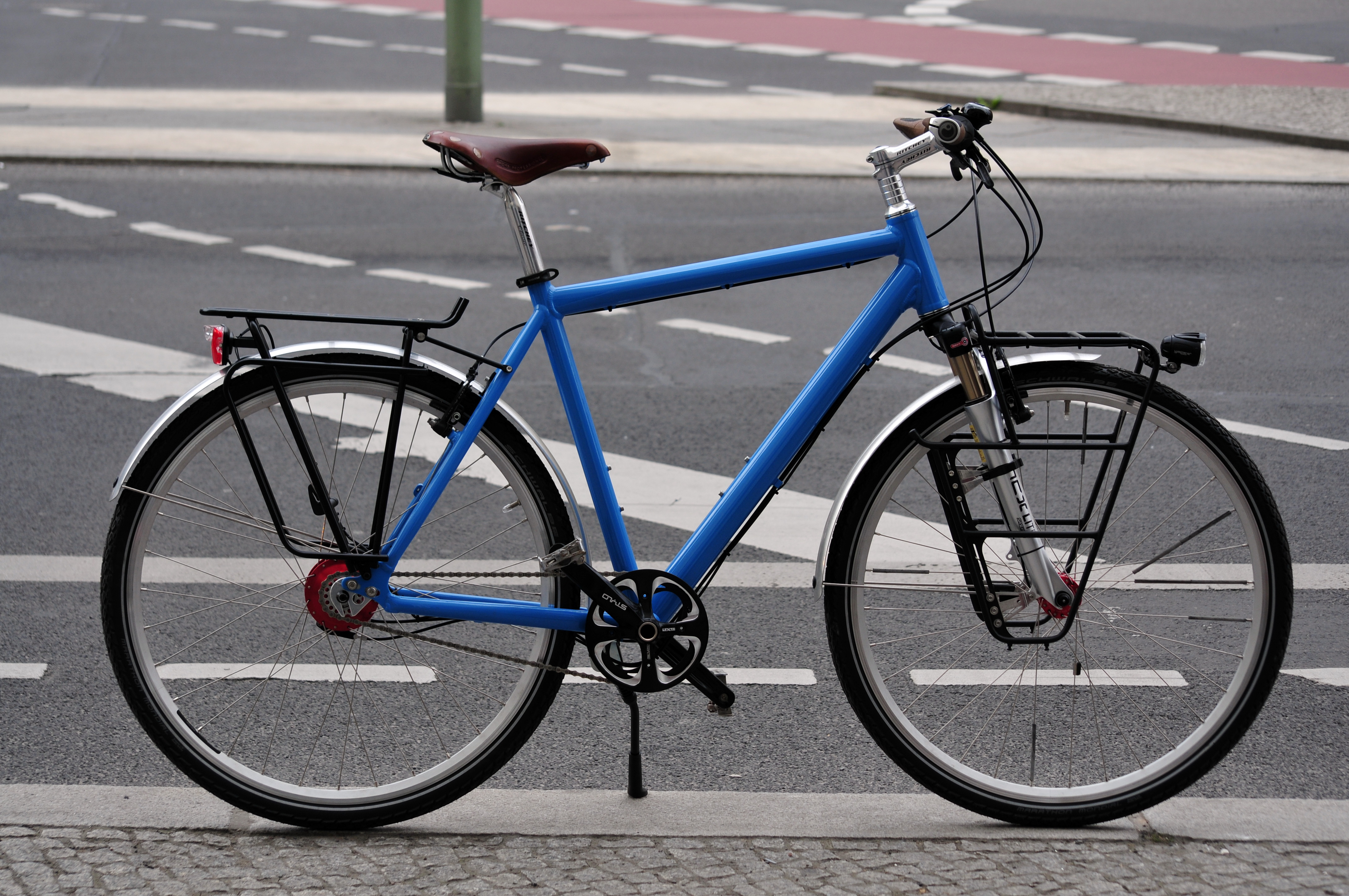
туристический велосипед без сумок

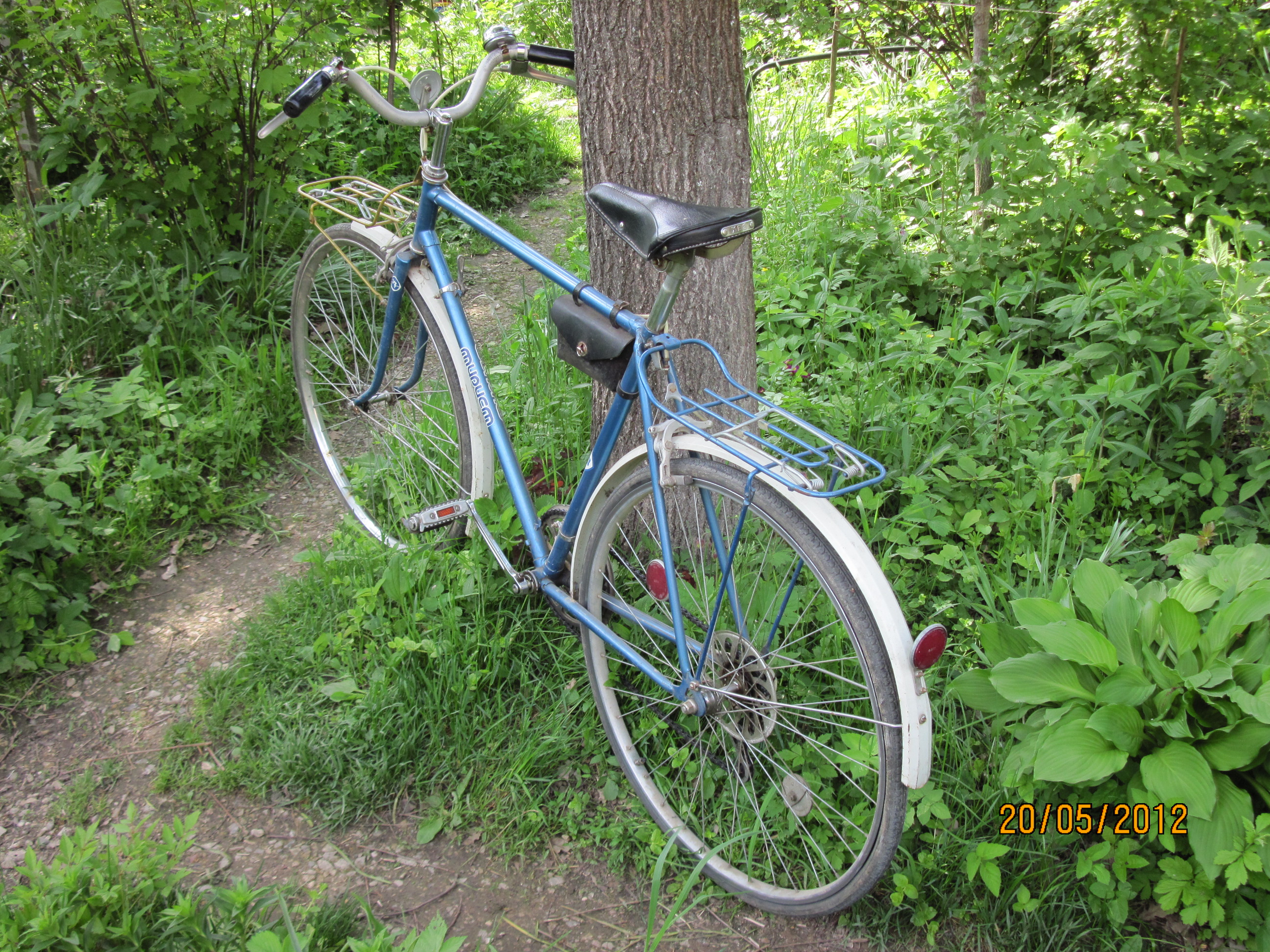
советский велосипед Турист

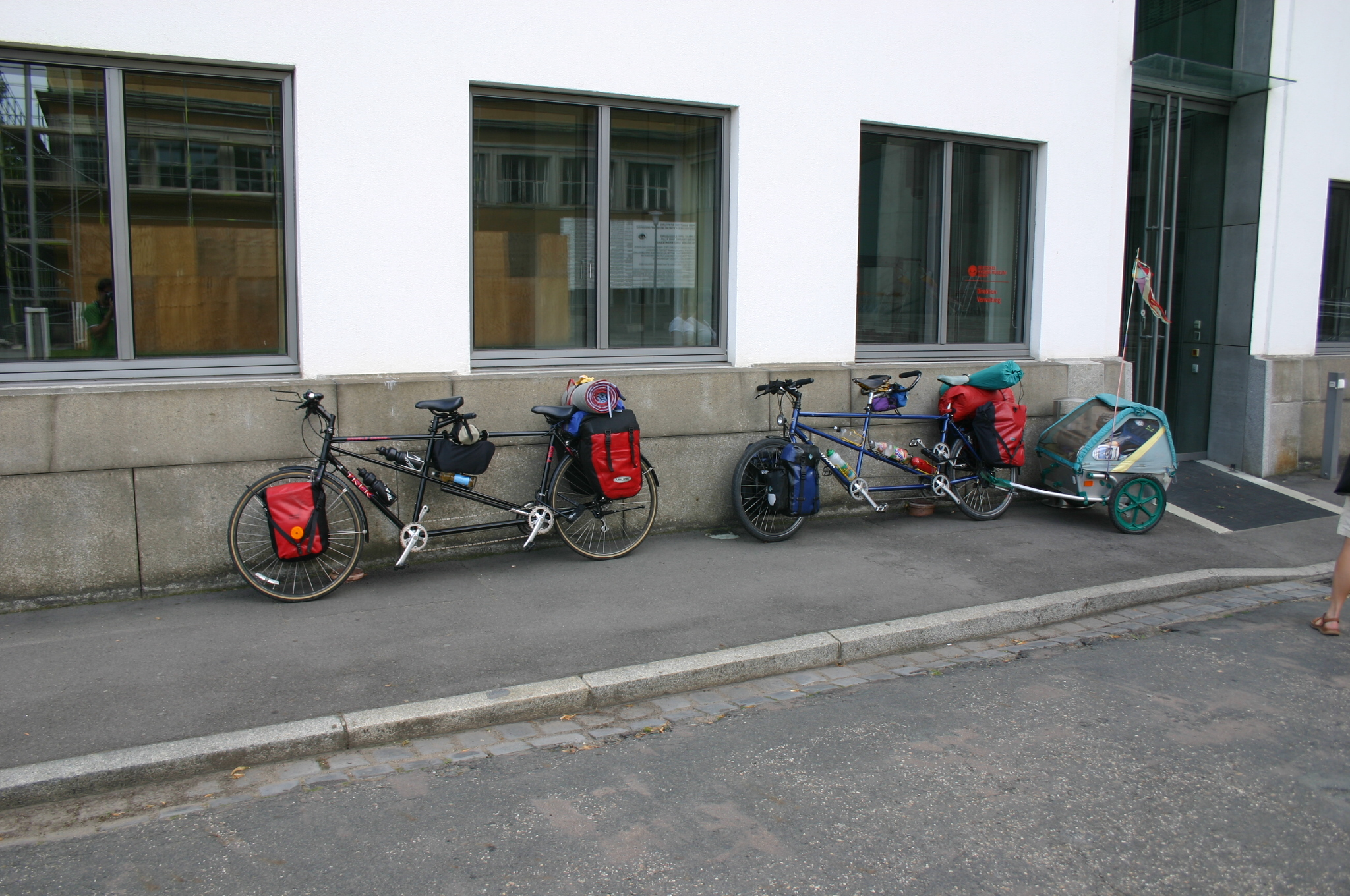
туристические велотандемы

Туристический велосипед (Туринг от англ. Touring) — это класс велосипедов, которые спроектированы или модифицированы для велотуризма. Туристические велосипеды проектируются достаточно прочными и способны перевозить тяжелые грузы, имеют удобную посадку, которая позволяет с большим комфортом преодолевать сотни километров за день. Туристические велосипеды делают в основном из стали, легированной хромом и молибденом, реже из алюминиевых сплавов или сплавов титана. У данного класса велосипедов имеются множество креплений для сумок, флягодержателей и запчастей. Имеют много общих параметров с гравийными велосипедами.

## Производители туристических велосипедов
- Cannondale
- Fairdale Bikes
- Salsa Cycles
- Bombtrack
- Pride Bikes
- ХВЗ
- Surly Bikes

## Виды туристических велосипедов
- С флэтбаром (плоским рулем)
- С дропбаром (рулем-бараном)
- C рулём-бабочкой

## Туристические велосипеды в СССР
В СССР на Харьковском велосипедном заводе (ХВЗ) производили несколько моделей туристических велосипедов:
- ХВЗ Турист
- ХВЗ Спутник

Отличались количеством скоростей.

## Туристические велосипеды на Украине
- ХВЗ

После распада СССР на Харьковском велосипедном заводе продолжили собирать велосипеды под своим брендом, но уже с зарубежными рамами и комплектующими. Также в модельный ряд добавили детские и горные велосипеды.
- Pride Bikes

В 2018 году украинская компания Pride Bikes выпустила свой первый туринг Pride Rocx Tour, который обладал всеми современными стандартами для велосипедного туризма. Рама выполнена из стали, на велосипеде имеются крепления для багажников, баулов, флягодержателей. Модель обновляется ежегодно.
В том же году были представлены младшие модели Pride Rocx 8.1 и 8.2, которые причисляются к гравийным велосипедам. Эти две модели выполнены из алюминия и имеют более дешевые комплектующие.